# Petra Dettenhöfer
Petra Dettenhöfer (* 4. Juli 1957 in Schlammersdorf) ist eine deutsche Politikerin (CSU).

## Familie
Petra Dettenhöfer ist verheiratet und hat zwei Kinder.

## Ausbildung und Beruf
Von 1963 bis 1970 besuchte Dettenhöfer die Volksschule in Schlammersdorf, ehe sie bis 1973 die Wirtschaftsschule in Eschenbach in der Oberpfalz besuchte. Anschließend machte sie eine Ausbildung zur Bankkauffrau, welche sie 1976 abschloss.
Den Beruf der Bankkauffrau übte sie bis zur Geburt ihres ersten Kindes im Jahre 1987 aus. Ab diesem Zeitpunkt widmete sich Petra Dettenhöfer der Familie sowie ehrenamtlicher Arbeit, bis sie 2008 in den Landtag einzog.

## Politik

### Partei
Im Jahre 1981 trat sie in die CSU sowie in die JU ein. In den Folgejahren bis 1989 übte sie das Amt als stellvertretende JU-Ortsvorsitzende aus. Von 1986 bis 1990 war sie stellvertretende JU-Kreisvorsitzende. Zudem ist sie seit 1989 auch CSA-Kreisvorstandsmitglied. Von 1991 bis 1998 war sie stellvertretende CSU-Ortsvorsitzende.
Seit 1989 ist sie CSU-Kreisvorstandsmitglied. Seit 1999 ist sie zudem stellvertretende CSU-Kreisvorsitzende. Von 1993 bis 1999 war sie Kreisvorsitzende der FU sowie von 1995 bis 2005 stellvertretende FU-Bezirksvorsitzende. Seit 1995 ist Dettenhöfer Bezirksvorstandsmitglied der CSU Oberpfalz.
Von 1994 bis 2003 war sie Fraktionsgeschäftsführerin der CSU-Bezirkstagsfraktion.
Von 1998 bis 2003 übte sie das Amt der stellvertretenden CSU-Fraktionsvorsitzende im Bezirkstag aus, ehe sie 2003 das Amt der CSU-Fraktionsvorsitzenden im Bezirkstag der Oberpfalz übernahm.

### Mandate
- Von 1994 bis 2008 war sie Bezirksrätin im Bezirkstag der Oberpfalz.
- seit 1996 ist sie Kreisrätin im Kreistag Neustadt an der Waldnaab.
- Von 2008 bis 2018 war sie zudem Landtagsabgeordnete des Stimmkreises Weiden (Oberpfalz).

## Vereine und Verbände
Dettenhöfer ist in vielen Vereinen und Verbänden aktiv, unter anderem im Kolping-Bildungswerk Regensburg sowie in der Katholischen Arbeitnehmerbewegung Thurndorf.

## Auszeichnungen
Am 1. Februar 2019 wurde ihr die Bayerische Verfassungsmedaille in Silber verliehen.